# キプロスの副大統領
キプロスの副大統領（キプロスのふくだいとうりょう）は、キプロス政府で第2位の役職である。1960年憲法の下でトルコ系住民から選出されることになっているが、1963年12月以降は政治参加することはなく、1974年以降は副大統領が空席になっている。
さらに、1960年憲法の下で、3つの閣僚の役職がトルコ系住民に割り当てられ、副大統領により任命されることになっている。
歴代の副大統領は以下の通り。
| 代数                   | 画像 | 氏名                                     | 任期          | 任期                   | 選出          | 大統領                          |
| 代数                   | 画像 | 氏名                                     | 就任          | 退任                   | 選出          | 大統領                          |
| ---------------------- | ---- | ---------------------------------------- | ------------- | ---------------------- | ------------- | ------------------------------- |
| 1                      |      | ファーズル・キュチュク （1906年-1984年） | 1960年8月16日 | 1973年2月18日          | 1959年 1968年 | マカリオス3世 （1913年-1977年） |
| 2                      |      | ラウフ・デンクタシュ （1924年-2012年）   | 1973年2月18日 | 1974年7月15日 （退任） | 1973年        | マカリオス3世 （1913年-1977年） |
| 空席（1974年7月15日-） |      |                                          |               |                        |               |                                 |